# Щиткові кобри
Кобри щиткові (Aspidelaps) — рід отруйних змій з родини Аспідові. Має 2 види.

## Опис
Загальна довжина представників цього роду коливається від 70 см до 1,1 м. Має досить своєрідну голову. Міжщелепний щиток величезний, спереду косо зрізаний, а позаду розширений, його бічні краї виступають поверх рила. Тулуб широкий. Забарвлення жовтувато-сіре, оливкове, світло—коричневе.

## Спосіб життя
Полюбляють піщані пустелі, напівпустелі. Активні вночі. Гарно риють нори та ходи. Харчуються дрібними ящірками, гризунами.
Це яйцекладні змії.

## Розповсюдження
Мешкають на півдні Африки.

## Види
- Aspidelaps lubricus
- Aspidelaps scutatus